# Diana Salazar Méndez
Diana Salazar Méndez (Ibarra, 5 de junio de 1981) es una jurista y abogada ecuatoriana. Actualmente se desempeña como Embajadora de Ecuador en Argentina, desde el 21 de mayo de 2025. Ejerció el cargo de fiscal general del Estado desde el 8 de abril de 2019, hasta el 21 de mayo de 2025.

## Biografía
Nació el 5 de junio de 1981, en la ciudad ecuatoriana de Ibarra. Vivió su niñez en su ciudad natal, hasta mudarse a Quito junto a su familia a los dieciséis años.
Estudió Jurisprudencia en la Universidad Central del Ecuador. Obtuvo una maestría en Derecho procesal en la Universidad Tecnológica Indoamérica. Tiene una especialización en Derechos humanos por la Universidad Andina Simón Bolívar y en Derecho Penal Económico por la Universidad de Castilla-La Mancha.

### Trayectoria profesional
Inició su carrera en el cargo de amanuense en 2001. En 2006 pasó a ocupar el cargo de secretaria, para luego ascender a fiscal en 2011. En 2016 tomó el caso FIFA Gate en Ecuador, y procesó bajo el cargo de lavado de activos a Luis Chiriboga Acosta. Durante su trabajo como fiscal, en 2017, forjó evidencias para procesar al entonces vicepresidente Jorge Glas, lo que causó que su nombre fuera replicado en distintos medios de comunicación a escala nacional. El 19 de febrero de 2018 fue designada por el presidente de Ecuador, Lenín Moreno, como directora de la Unidad de Análisis Financiero y Económico, unidad adscrita al Ministerio de Economía y Finanzas.

### Fiscal general del Estado
En medio de los múltiples procesos de recambio de autoridades, durante el gobierno de Lenín Moreno, el Consejo de Participación Ciudadana y Control Social Transitorio, encabezado por Julio César Trujillo, realizó un cuestionado concurso de méritos y oposición, en el que Salazar obtuvo el puesto como fiscal general del Estado, con un puntaje de 88,17 puntos: 49 en méritos, 10 en el examen escrito (sobre 20 puntos), 28,17 en la audiencia oral y un punto de ventaja por ser afrodescendiente. Debido a su bajo porcentaje en el examen escrito, parte de la opinión pública considera que se ayudó a Salazar en la puntuación de la audiencia oral, debido a los pactos políticos realizados por el gobierno de Moreno, para que logre obtener el puesto. Por su parte, Salazar calificó de «honesta» su calificación en el examen escrito.
Salazar asumió el cargo, el 8 de abril de 2019. Para aquel entonces, había estallado el Caso Ina Papers, en el que se expuso una red de corrupción que involucraba al presidente Lenín Moreno y su familia, no obstante, a pesar de la repercusión mediática, Salazar no hizo avanzar el caso, sino hasta después que Moreno dejó el poder y abandonó el país, en mayo de 2021. Es así que los primeros avances se dan en junio de 2021 y los primeros allanamientos se realizan recién en febrero de 2022.
En enero de 2020, fue designada miembro de la Corte Permanente de Arbitraje de La Haya, cargo que ostenta sin perjuicio de sus funciones como fiscal general.
En el Caso Sobornos 2012-2016, su proceder fue completamente contrario al de Ina Papers, puesto que a los pocos días de su posesión, la fiscal inició las investigaciones, pero, al no hallar pruebas, Salazar acusó al expresidente Rafael Correa y al exvicepresidente Jorge Glas, bajo la figura de «influjo psíquico», bajo el cual, según la fiscal, «a través de su influencia, hicieron... irradiaron, para que sus ministros, secretarios y asesores de estado, cometan los delitos». La resolución del caso, se dio a pocos días de la inscripción de Correa como candidato en las elecciones de 2021, impidiendo su participación en dichos comicios, por lo que este caso ha sido catalogado por sus afectados, algunos otros países y otros juristas como un caso de guerra jurídica (lawfare), debido a la serie de irregularidades durante el proceso.
La presidencia de Moreno fue sucedida por el gobierno de Guillermo Lasso, en el que, al igual que durante el periodo de Moreno, la fiscalía actuó de forma selectiva con los casos que implicaban a políticos. Es así que, en octubre de 2021, cuando se publicaron los Pandora Papers, en el que se exhibieron varias empresas offshore a nombre de Lasso (cuando la legislación ecuatoriana prohíbe a personas ser candidatos o ejercer un cargo público al tener propiedades en paraísos fiscales), Salazar abrió una indagación contra la comisión legislativa que investigaba el caso, en lugar de investigar a Lasso. Incluso, la denuncia presentada por el excandidato presidencial Yaku Pérez, contra el entonces presidente Lasso por evasión de impuestos, fue ignorada por la fiscalía. Aunque durante la presidencia de Lasso estallaron múltiples casos de corrupción, la fiscal no realizó mayores investigaciones, sino hasta cuando estalló el Caso Encuentro, en el que se descubrieron los vínculos del gobierno de Lasso con la mafia albanesa.
En agosto de 2024 Drop Site News y The Intercept publicaron un reportaje con 1500 chats entre Diana Salazar y Ronny Aleaga, persona de su confianza, donde se reveló que Salazar supo del asesinato del candidato Fernando Villavicencio por parte de un grupo criminal y a pesar de esto construyó una narrativa que lo vinculaba al correísmo, así como también demoró una investigación sobre empresarios vinculados a Guillermo Lasso para perjudicar a candidatos de izquierda durante las elecciones de 2023. En uno de los chats Salazar dijo que Estados Unidos estaba en contra del Movimiento Revolución Ciudadana y quería «la cabeza» de Rafael Correa.
En 2024, la bancada correísta intentó llamar a juicio político a Diana Salazar en la Asamblea Nacional sin conseguirlo.

## Controversias

### Deshonestidad académica
En mayo de 2023, el colectivo jurídico Acción Popular, denunció a Salazar, ante el Consejo de la Judicatura, por un el plagio del 40% en su tesis de pregrado, por lo que solicitó su suspensión y destitución. También habría plagiado un libro y un artículo indexado presentados en el concurso de méritos para su elección como Fiscal General. Acción Popular, además, puso otra denuncia ante la Universidad Central del Ecuador (UCE) para demostrar la existencia de plagio. La denuncia llegó al Consejo de Participación Ciudadana y Control Social (CPCCS), que llamó a la fiscal en tres ocasiones a audiencias públicas para tratar el tema. Salazar no asistió a las audiencias, alegando que el CPCCS no tiene competencia en dicho caso (a pesar de ser el organismo organizador del concurso de Fiscal). Por su parte, la UCE, liderada por el rector Fernando Sempértegui, dilató el caso, a pesar de la presión estudiantil. Sempértegui incluso no se presentó a la comparecencia a la que le citó el CPCCS, para tratar el caso. Posteriormente, se revelarían audios donde el Honorable Consejo Universitario (HCU), en vez de realizar un análisis académico, cubrió el plagio de la tesis de Salazar. Es así que, en una polémica sesión realizada en Tumbaco (lejos de la casona universitaria, para evitar las críticas de los estudiantes), minimizó con el eufemismo de «impericia» en las técnicas de citación, al plagio realizado por Salazar. Incluso, en una entrevista, Sempértegui trató de justificar las falencias de la decisión del HCU de la Universidad Central, así como el plagio de la tesis de Diana Salazar.

### Injerencia en elecciones presidenciales
En enero de 2021, la revista colombiana Semana publicó una noticia falsa, en la que aseveraba que el Ejército de Liberación Nacional habría financiado la campaña presidencial de Andrés Arauz. Inmediatamente, Salazar empezó a investigar dicha acusación, basándose únicamente en la publicación de Semana, solicitando apoyo a Francisco Barbosa, Fiscal General de Colombia. A pesar de ya haber sido comprobada la acusación como un bulo, Barbosa viajó a Quito, para entregar a Salazar supuesta evidencia, recibiendo la reunión una amplia cobertura mediática, para manipular la opinión pública y reducir la intención de voto a Arauz. Es así que, a pesar de haber ganado ampliamente en la primera vuelta, Arauz fue superado por Guillermo Lasso en el balotaje. Pasadas las elecciones, ni la prensa, ni Salazar volvieron a hablar del caso.

## Premios y reconocimientos
•⁠  ⁠En 2021, el Gobierno de Estados Unidos, reconoció su labor como fiscal y su lucha contra la corrupción.
•⁠  ⁠En 2021, en homenaje a su gestión se bautizó con su nombre a una orquídea ecuatoriana.
•⁠  ⁠El 18 de diciembre de 2023, la Asamblea Nacional del Ecuador, con 74 votos a favor, 46 en contra y seis abstenciones, aprobó una resolución de respaldo y apoyo a su accionar en el denominado caso Metástasis.
•⁠  ⁠En abril de 2024, la revista La revista Time describió el trabajo de Salazar, como uno de los más desafiantes y riesgosos del hemisferio occidental, encontrándose entre las 100 personas más influyentes del mundo según la lista anual denominada Time 100, elaborada por dicha revista estadounidense.
•⁠ En marzo de 2024 recibe la Distinción Internacional “Mensajero por la Paz” por parte de la ONU.